# سرود قلب
سرود قلب (ژاپنی: 心が叫びたがってるんだ。 هپبورن: Kokoro ga Sakebitagatterunda, به معنی قلبم می‌خواهد فریاد بزند) یک انیمه درام ژاپنی اثر ای-۱ پیکچرز به کارگردانی تاتسویوکی ناگای و نویسندگی ماری اوکادا است که در سال ۲۰۱۵ منتشر شد. ماسایوشی تاناکا مدیر اصلی انیمیت این فیلم بود و طراحی شخصیت‌ها را برعهده داشت. این تیم سه نفره قبلاً روی تورادورا! و آنوهانا، گلی که آن روز دیدیم کار کرده بودند.

## داستان
جون ناروسه، دختر جوان خیال‌پرداز و پرحرفی بود. او قبلاً عاشق افسانه‌ها بود. اما به خاطر آزارهایی که با حرف‌هایش به دیگران می‌رساند، نفرین شد و دیگر نتوانست صحبت کند. او هر وقت می‌خواهد صحبت کند، دچار شکم درد می‌شود.
اوضاع جون به همین منوال بود تا اینکه در دوران دبیرستان، با گروه آواز مدرسه نگاهش به زندگی عوض شد.